# Verband deutschschweizerischer Uhrenfabrikanten
Der Verband deutschschweizerischer Uhrenfabrikanten (VdU) ist ein Arbeitgeberverband mit Sitz in Solothurn.
Der 1924 gegründete Verband zählt der Verband etwa 30 Mitglieder aus der deutschsprachigen Schweiz, welche grösstenteils aber nicht ausschliesslich der Uhrenbranche angehören.
Der VdU ist der Convention Patronale de l’Industrie Horlogère Suisse (CP), der Fédération Horlogère Suisse (FH) sowie dem Schweizerischen Arbeitgeberverband angeschlossen. Der Verband befasst sich hauptsächlich um arbeitsrechtliche Fragen, um das Sozialversicherungswesen und um die Berufsausbildung in der Uhren- und Mikrotechnik.